# William J. Mann
William J. Mann (Connecticut, 1963) is een Amerikaanse schrijver. Hij schrijft ook jeugdboeken onder de naam Geoffrey Huntington. 
William valt onder de categorie gay writers, hetgeen ook blijkt uit sommige titels van zijn werk, zoals Behind the Screen: How Gays and Lesbians Shaped Hollywood (2001) en Men Who Love Men (2007). In 2006 werd zijn in dat jaar verschenen biografie van Catherine Hepburn, Kate: The Woman Who Was Hepburn, opgenomen in een door de New York Times gepubliceerde lijst van de honderd opmerkelijkste boeken.

### Romans
- 1997: The Men From the Boys
- 2000: The Biograph Girl
- 2003: Where the Boys Are
- 2005: All American Boy
- 2007: Men Who Love Men

### Non-fictie
- 1998: Wisecracker: The Life and Times of William Haines
- 2001: Behind the Screen: How Gays and Lesbians Shaped Hollywood
- 2005: Edge of Midnight: The Life of John Schlesinger
- 2006: Kate: The Woman Who Was Hepburn